# Castillejo de Robledo
Castillejo de Robledo település Spanyolországban, Soria tartományban. Castillejo de Robledo Langa de Duero, Maderuelo, Santa Cruz de la Salceda, Vadocondes és La Vid y Barrios községekkel határos. Lakosainak száma 95 fő (2024).

## Népesség
A település népessége az elmúlt években az alábbi módon változott:
| Lakosok száma | 188  | 161  | 154  | 146  | 136  | 119  | 117  | 103  | 108  | 95   |
|               | 2001 | 2004 | 2007 | 2009 | 2012 | 2014 | 2017 | 2019 | 2022 | 2024 |